# J2 League
La J2 League (J2リーグ?, J2 Rīgu), nota in passato come J. League Division 2 (Jリーグ・ディビジョン2?, J Rīgu Dibijon 2), è il secondo livello del campionato giapponese di calcio ed è gestito dalla Japan Professional Football League (日本プロサッカーリーグ?, Nippon Puro Sakkā Rīgu).

## Storia
La J. League 2 nacque nel 1999 a seguito dello scorporo della J. League in due leghe professionistiche distinte. Inizialmente era composta da 10 squadre: una proveniente dalla J. League, il Consadole Sapporo, e le restanti 9 selezionate tra quelle che partecipavano alla Japan Football League (che passò ad essere la terza serie calcistica nipponica): Kawasaki Frontale, FC Tokyo, Oita Trinita, Albirex Niigata, Omiya Ardija, Montedio Yamagata, Sagan Tosu, Vegalta Sendai e Ventforet Kofu. I criteri di ammissione alla J. League 2 non erano stringenti come quelli della J. League 1, consentendo quindi la partecipazione di club minori che non potevano permettersi i costi di gestione richiesti per la massima serie e consentendo loro di poter sviluppare una squadra in grado di competere al meglio. Nelle prime 3 stagioni, in caso di parità al termine di un incontro di campionato, venivano disputati anche i tempi supplementari, poi aboliti nel 2002.
Nel 2000 venne ammesso in J. League 2 il Mito HollyHock (che l'anno prima ne aveva fatto richiesta senza successo), seguito a ruota nel 2001 dal Yokohama FC (fondato dai tifosi del Yokohama Flügels rimasti delusi dopo la fusione della loro squadra con i rivali del Yokohama Marinos, avvenuta due anni prima). Nel 2005 fu la volta di Thespa Kusatsu e Tokushima Vortis (conservando comunque il totale dei club a 12, non essendoci state retrocessioni in J. League 1 nel 2004 per via dell'allargamento a 18 squadre), mentre nel 2006 fece il suo ingresso l'Ehime FC, arrivano quindi a 13 squadre in tutto. Si capì, quindi, che molte compagini ambivano al passaggio al professionismo, ma poiché giocavano in ambito regionale ci voleva del tempo prima che raggiungessero tale obiettivo. A tal fine fu creata un'apposita commissione che valutasse le squadre candidate all'ingresso in J. League 2 e venne introdotto lo status di membro associato, che viene assegnato a quelle che soddisfano quasi tutti i parametri di ammissione e che possono ottenere la promozione in J. League 2 qualora si classifichino nei primi quattro posti della Japan Football League e superino un'apposita ispezione. Con questo sistema sono state ammesse altre 9 squadre, che hanno portato il numero di partecipanti agli attuali 22: Roasso Kumamoto e FC Gifu nel 2008, Tochigi SC, Kataller Toyama e Fagiano Okayama nel 2009, Giravanz Kitakyushu nel 2010, Gainare Tottori nel 2011, Matsumoto Yamaga e Machida Zelvia nel 2012.
Fino al 2006, per via dell'esiguità delle squadre, esse si affrontavano tra di loro per 4 volte consecutive; nel momento in cui la lega è iniziata ad allargarsi sensibilmente, arrivando a contare 15 club, il numero di volte è stato abbassato a 3, per poi essere ridotto a 2 una volta raggiunta la soglia delle 19 squadre nel 2010. Anche il sistema delle promozioni è cambiato nel corso del tempo. Dal 1999 fino al 2003 venivano promosse in J. League 1 le squadre che si piazzavano al 1º e al 2º posto. Dal 2004 fino al 2008, anche la squadra classificatasi al 3º posto poteva ambire alla promozione, ma per ottenerla doveva effettuare uno spareggio con la 16ª classificata in J. League 1. Dal 2009 al 2011, la 3ª classificata veniva promossa automaticamente nella massima serie giapponese.
A partire dalla stagione 2012 sono state introdotte due novità: la prima riguarda l'istituzione delle retrocessioni in Japan Football League, in cui la 22ª classificata al termine del campionato di J. League 2 retrocede automaticamente, mentre la 21ª affronta in uno spareggio la 2ª classificata in Japan Football League (tutto ciò vale solo se le prime 2 squadre classificate in Japan Football League sono membri associati J. League); la seconda riguarda l'istituzione dei playoff per le squadre classificatesi tra il 3º ed il 6º posto per assegnare il terzo posto utile per la promozione in J. League 1, sul modello dei playoff della Serie B italiana (ma, a differenza di quest'ultima, le gare saranno di sola andata).
Dal 2014, con l'istituzione della J3 League, l'ultima classificata in J2 League retrocede direttamente in questa serie, mentre la penultima disputa lo spareggio salvezza contro la 2ª classificata della J3 League. Dal 2017, a seguito della soppressione dello spareggio salvezza, la retrocessione diretta in J3 League è stata estesa anche alla squadra penultima classificata, mentre la 2ª classificata in J3 League viene automaticamente promossa in J2 League.

## Squadre partecipanti
Sono 50 le squadre ad aver preso parte alle 27 edizioni della J2 League (in grassetto sono evidenziate le squadre militanti in J2 League 2025):
- 26 volte:  Mito HollyHock
- 23 volte:  Montedio Yamagata
- 20 volte:  Yokohama FC
- 19 volte:  Tokushima Vortis,  Ventforet Kofu
- 18 volte:  Ehime,  Thespa Gunma
- 17 volte:  Tokyo Verdy
- 16 volte:  Avispa Fukuoka,  Fagiano Okayama,  JEF United
- 15 volte:  Consadole Sapporo,  Kyoto Sanga,  Oita Trinita,  Roasso Kumamoto
- 14 volte:  RB Omiya Ardija,  Sagan Tosu,  Shonan Bellmare,  Tochigi
- 13 volte:  Vegalta Sendai
- 12 volte:  Gifu,  V-Varen Nagasaki
- 10 volte:  Renofa Yamaguchi
- 9 volte:  Albirex Niigata,  Giravanz Kitakyushu,  Machida Zelvia,  Zweigen Kanazawa
- 8 volte:  Matsumoto Yamaga
- 7 volte:  Kataller Toyama
- 6 volte:  Cerezo Osaka,  Júbilo Iwata
- 5 volte:  Blaublitz Akita,  Kamatamare Sanuki,  Kawasaki Frontale
- 4 volte:  Ryūkyū
- 3 volte:  Fujieda MYFC,  Gainare Tottori,  Iwaki,  Kashiwa Reysol,  Shimizu S-Pulse
- 2 volte:  FC Tokyo,  Kagoshima Utd,  Sanfrecce Hiroshima,  Vissel Kōbe
- 1 volta:  Gamba Osaka,  Imabari,  Iwate Grulla Morioka,  Nagoya Grampus,  Sagamihara,  Urawa Reds

### Stadi (2022)
| Tokyo Verdy                  | Albirex Niigata             | Oita Trinita                          | Roasso Kumamoto       | Montedio Yamagata        | Zweigen Kanazawa            |
| ---------------------------- | --------------------------- | ------------------------------------- | --------------------- | ------------------------ | --------------------------- |
| Ajinomoto Stadium            | Denka Big Swan Stadium      | Shōwa Denkō Dome Ōita                 | Egao Kenkō Stadium    | ND Soft Stadium Yamagata | Ishikawa Kanazawa Stadium   |
| Capacity: 47.851             | Capacity: 41.684            | Capacity: 31.997                      | Capacity: 30.449      | Capacity: 20.680         | Capacity: 20.261            |
|                              |                             |                                       |                       |                          |                             |
| V-Varen Nagasaki             | Vegalta Sendai              | JEF United Ichihara Chiba             | Blaublitz Akita       | Tokushima Vortis         | Ventforet Kofu              |
| Transcosmos Stadium Nagasaki | Yurtec Stadium Sendai       | Fukuda Denshi Arena                   | Soyu Stadium          | Pocarisweat Stadium      | Yamanashi Chūo Bank Stadium |
| Capacity: 20.258             | Capacity: 19.526            | Capacity: 19.470                      | Capacity: 18.560      | Capacity: 17.924         | Capacity: 15.853            |
|                              |                             |                                       |                       |                          |                             |
| Omiya Ardija                 | Fagiano Okayama             | Yokohama FC                           | Tochigi SC            | FC Machida Zelvia        | Thespakusatsu Gunma         |
| NACK5 Stadium Omiya          | City Light Stadium          | NHK Spring Mitsuzawa Football Stadium | Tochigi Green Stadium | Machida Gion Stadium     | Shōda Shōyu Stadium Gunma   |
| Capacity: 15.491             | Capacity: 15.479            | Capacity: 15.440                      | Capacity: 15.325      | Capacity: 15.320         | Capacity: 15.190            |
|                              |                             |                                       |                       |                          |                             |
| Renofa Yamaguchi             | FC Ryūkyū                   | Mito HollyHock                        | Iwate Grulla Morioka  |                          |                             |
| Ishin Me-Life Stadium        | Tapic Kenso Hiyagon Stadium | K's denki Stadium Mito                | Iwagin Stadium        |                          |                             |
| Capacity: 15.115             | Capacity: 10.189            | Capacity: 10.152                      | Capacity: 5.046       |                          |                             |
|                              |                             |                                       |                       |                          |                             |

## Albo d'oro
- 1999:  Kawasaki Frontale (1)
- 2000:  Consadole Sapporo (1)
- 2001:   Kyoto Purple Sanga (1)
- 2002:  Oita Trinita (1)
- 2003:  Albirex Niigata (1)
- 2004:  Kawasaki Frontale (2)
- 2005:  Kyoto Purple Sanga (2)
- 2006:  Yokohama FC (1)
- 2007:  Consadole Sapporo (2)
- 2008:  Sanfrecce Hiroshima (1)
- 2009:  Vegalta Sendai (1)
- 2010:  Kashiwa Reysol (1)
- 2011:  FC Tokyo (1)
- 2012:  Ventforet Kofu (1)
- 2013:  Gamba Osaka (1)
- 2014:  Shonan Bellmare (1)
- 2015:  Omiya Ardija (1)
- 2016:  Consadole Sapporo (3)
- 2017:  Shonan Bellmare (2)
- 2018:  Matsumoto Yamaga (1)
- 2019:  Kashiwa Reysol (2)
- 2020:  Tokushima Vortis (1)
- 2021:  Júbilo Iwata (1)
- 2022:  Albirex Niigata (2)
- 2023:  Machida Zelvia (1)
- 2024:  Shimizu S-Pulse (1)